# Philosophenturm

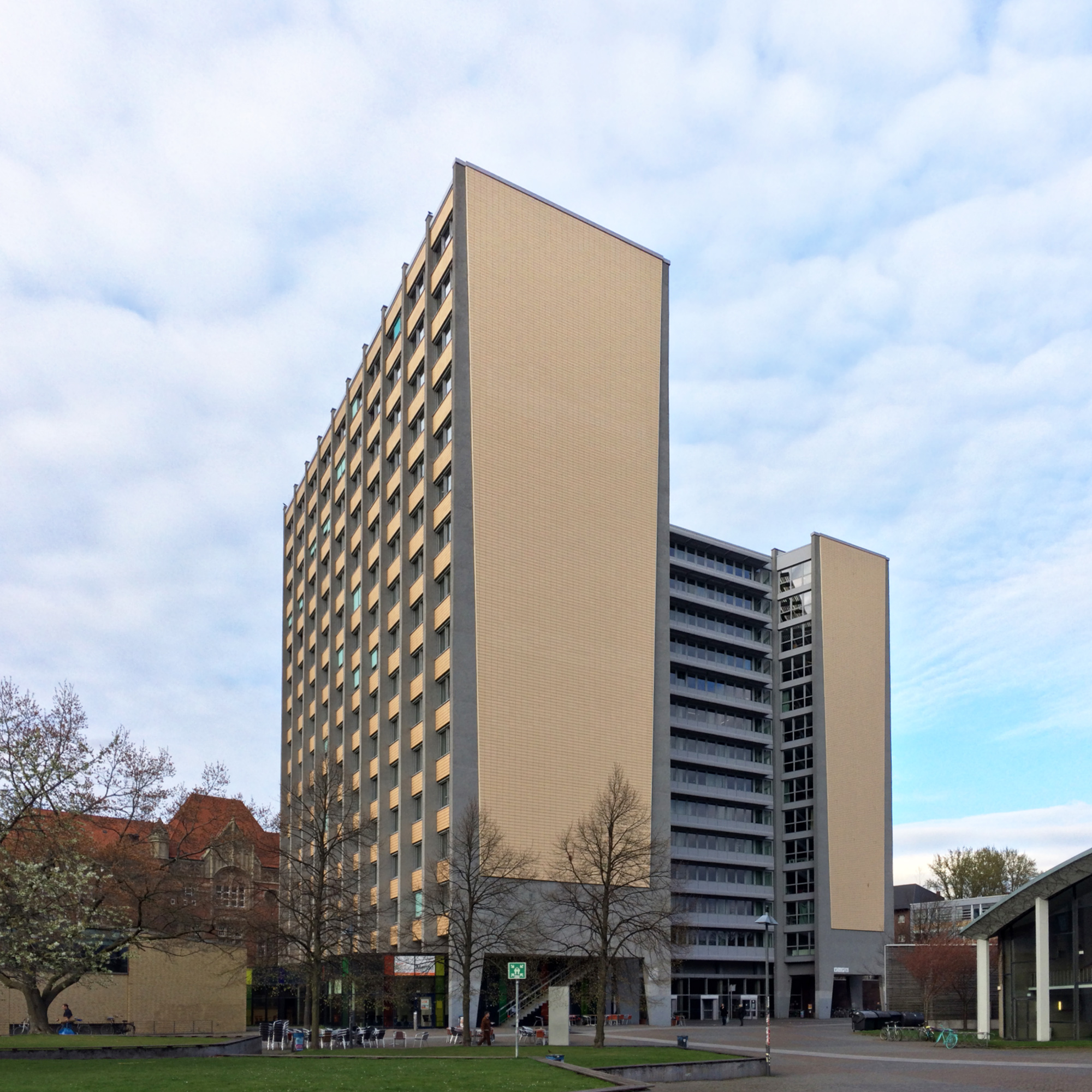
Philosophenturm (2017)

Der Philosophenturm, umgangssprachlich auch Philturm oder Philoturm, ist das mit 52 Metern höchste Gebäude auf dem Campus Von-Melle-Park der Universität Hamburg. Er wurde 1959–62 im Rahmen des ersten Campusausbaus nach Plänen des Hamburger Hochbauamtes unter Leitung von Paul Seitz für die damalige Philosophische und Evangelisch-Theologische Fakultät errichtet. Im Hörsaal D befindet sich das Thermopylae-Triptychon des österreichischen Malers Oskar Kokoschka.
Das Gebäude besteht aus zwei parallel und leicht versetzt angeordneten Hochhausscheiben mit einem gleichhohen Mitteltrakt. In den vierzehn Stockwerken der zwei Seitenflügel befinden sich Seminarräume, Sekretariate und Sprechzimmer der Lehrenden. Im Mitteltrakt sind neben Aufzügen und Treppenhäusern mehrere Institutsbibliotheken und studentische Cafés untergebracht. Im Erdgeschoss befinden sich sieben Hörsäle sowie die 2001/02 nachträglich eingebaute Philturm-Mensa.
Nachdem zu Beginn der 2000er Jahre bereits die Außenhaut des Gebäudes (Fenster, Fassade, Wärmedämmung) modernisiert worden war, fand ab 2019 eine umfangreiche Sanierung des Gebäudeinneren statt. Dazu gehörten Brandschutzmaßnahmen, ein Neubau im vorherigen Innenhof der Anlage („Cube“ mit Bibliotheks-Magazin, Arbeitsplätzen und Gemeinschaftsflächen), eine Sanierung der Mensa, Hörsäle, Büroflächen und Austausch der Gebäudetechnik. Es wurde ein weiteres Treppenhaus und ein zusätzlicher Aufzug zur Anbindung der oberen Stockwerke eingerichtet. Zuvor verstreute Teilbibliotheken wurden zu einer barrierefreien Zentralbibliothek über mehrere Stockwerke (2. bis 6. OG) zusammengefasst. Einige Bereiche der 1. und 13. Etage  („Museumsgeschosse“) wurden im Sinne des Denkmalschutzes wieder in ihrem Ursprungszustand gebracht.
Die Renovierung dauerte zwei Jahre länger als geplant und kostete 115 bis 120 Millionen Euro statt kalkulierten 85 Millionen Euro. Während der Sanierung waren die geisteswissenschaftlichen Institute ab dem Wintersemester 2017/2018 im ca. 5 Kilometer entfernten früheren Shell-Hochhaus in der City Nord  untergebracht. Zum Wintersemester 2023/2024 konnte der Lehrbetrieb im Philosophenturm trotz andauernder Restarbeiten wieder aufgenommen werden.